# Mohammed el-Baradei
Mohammed el-Baradei (født 17. juni 1942 i Kairo) var vicepræsident i Egypten 14. juli-14. august 2013. Mohammed el-Baradei tiltrådte i forbindelse med urolighederne, der førte til præsident Mohamed Mursis fald, men valgte selv en måned senere træde tilbage efter voldsomme uroligheder, hvor mindst 149 personer blev dræbt, idet han var imod regeringens vold mod demonstranterne. 
Baradei er uddannet jurist og har tidligere været diplomat og var i perioden 1997-2009 generaldirektør for Det Internationale Atomenergiagentur, IAEA.
IAEA og Mohammed el-Baradei tildeltes i 2005 Nobels Fredspris.
Efternavnet ses også skrevet (translittereret) som ElBaradei, se Hjælp:Translitteration